# Britney Spears

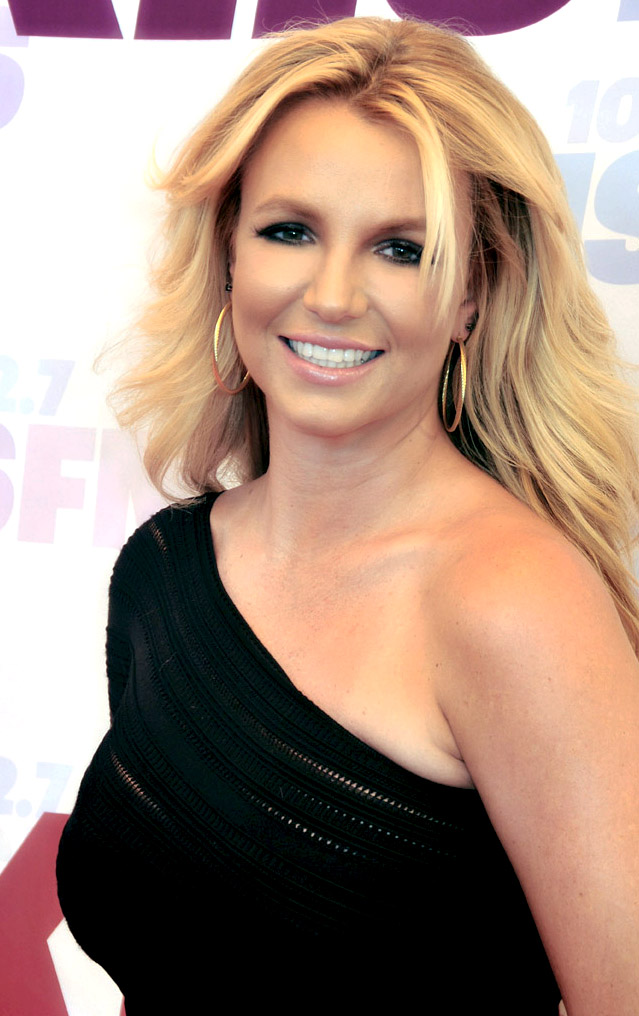
Britney Spears (2013)

Britney Jean Spears (* 2. Dezember 1981 in McComb, Mississippi) ist eine US-amerikanische Popsängerin.
Insbesondere ihre ersten beiden Alben … Baby One More Time (1999) und Oops!… I Did It Again (2000) waren große internationale Erfolge, die beide in kurzer Zeit zu den weltweit meistverkauften Musikalben wurden, sie – als Teenager – zum Inbegriff der Princess of Pop werden ließen und in der Musikgeschichte zum Revival des Teen Pop führten. Sie ist – gemessen an den Verkäufen – die erfolgreichste Musikerin der 2000er-Jahre.
Ihre nächsten Studioalben, Britney (2001) und In the Zone (2003) waren im Stil erwachsener und provokativer als die Vorgänger. Sie gab 2002 mit Crossroads ihr Spielfilmdebüt in einer Hauptrolle.
2004 startete Spears eine Parfümmarke mit dem US-Unternehmen Elizabeth Arden Inc.: Der Umsatz lag mit über einer Million verkaufter Artikel (Stand: 2012) bei 1,5 Milliarden US-Dollar.
Sie wurde leitende Produzentin ihres fünften Studioalbums Blackout (2007), das von Kritikern als ihre beste Arbeit bezeichnet wird. Anlässlich einer Reihe von öffentlich bekannt gewordenen persönlichen Konflikten wurde sie Anfang 2008 gegen ihren Willen entmündigt. Es folgten die Alben Circus (2008) und Femme Fatale (2011). 2012 war sie mit einem Jahreseinkommen von 58 Millionen US-Dollar laut Forbes die bestbezahlte Frau im Musikgeschäft. Von 2013 bis 2017 hielt sie in Las Vegas mit Britney: Piece of Me eine Dauershow ab, für die sie 248-mal auftrat. In jenem Zeitraum veröffentlichte sie die Alben Britney Jean (2013) und Glory (2016). Von 2019 an bis zum Ende der Vormundschaft 2021 führte sie einen Rechtsstreit um ihre Selbstbestimmung.
Spears erhielt im Laufe ihrer Karriere zahlreiche Preise, darunter einen Grammy, sieben Billboard Music Awards, sechs MTV Video Music Awards, acht MTV Europe Music Awards, drei World Music Awards, dreizehn Guinness World Records und einen Stern auf dem Hollywood Walk of Fame. Für ihr Lebenswerk wurde sie bei den MTV Video Music Awards 2011 mit dem Michael Jackson Video Vanguard Award und bei den Billboard Music Awards 2016 mit dem Billboard Millennium Award geehrt.
Spears gehört mit fast 150 Millionen verkauften Platten – davon über 70 Millionen in den USA – zu den erfolgreichsten Musikern. In den USA rangiert sie in der Rangliste der weiblichen Interpreten mit den meisten Albumverkäufen auf Platz acht. Auch in Deutschland ist sie eine der erfolgreichsten Sängerinnen. Ihre zertifizierten Verkäufe belaufen sich auf 5,05 Millionen Einheiten, damit ist sie auf Platz 8 der weiblichen Musiker mit den meistverkauften Einheiten in Deutschland. Mit 34 Singles hielt sie sich insgesamt 435 Wochen und mit 10 Alben 256 Wochen in den deutschen Single-Charts.

## Leben
Britney Spears wurde 1981 in McComb in Mississippi als Tochter von Lynne Irene und James Parnell Spears geboren; sie wuchs in Kentwood auf. Ihre Großmutter mütterlicherseits, Lillian Portell, stammt aus London. Sie hat einen älteren Bruder und eine jüngere Schwester, Jamie Lynn, die ebenfalls als Sängerin und Schauspielerin tätig ist.

### Bis 1998: Karriereanfang und Entdeckung
Bereits im Alter von drei Jahren begann Spears mit Tanzstunden in ihrer Heimatstadt Kentwood. Während ihrer Kindheit erhielt sie auch Gymnastik- und Gesangsunterricht und gewann viele Wettbewerbe und Kindertalentshows. Im Alter von acht Jahren reisten sie und ihre Mutter nach Atlanta zu einem Vorsprechen für den in den 1990er-Jahren wiederbelebten Mickey Mouse Club. Castingdirektor Matt Casella lehnte sie ab, weil sie zu jung war, stellte sie aber Nancy Carson vor, einer Talentsucherin in New York City. Carson war von ihrem Gesang beeindruckt und schlug ihr die Einschreibung auf der Professional Performing School of Arts vor. Kurz darauf zog sie mit ihrer Mutter in eine kleine New Yorker Wohnung.
Spears wurde für ihre erste professionelle Rolle als Zweitbesetzung für die Hauptrolle von Tina Dänemark in der Off-Broadway-Musical-Produktion Ruthless! engagiert. Sie nahm auch als Kandidatin an der Castingshow Star Search teil und spielte in mehreren Werbespots mit. Im Dezember 1992 wurde sie Mitglied des Mickey Mouse Club. Dort spielte sie unter anderem mit Justin Timberlake – mit dem sie von 1999 bis 2002 liiert war –, Christina Aguilera und Ryan Gosling. Nachdem die Show abgesetzt wurde, kehrte sie mit ihrer Mutter nach Kentwood zurück.
Im Juni 1997 war Spears im Gespräch mit dem Manager Lou Pearlman, um der Popgruppe Innosense beizutreten. Ihre Mutter bat Larry Rudolph – damals Medienanwalt – um Rat. Dieser beschloss, mit Spears einige Demo-Tapes aufzunehmen. Sie reiste wieder nach New York City, um vier Plattenfirmen ihre Aufnahmen vorzuspielen, wurde aber bei allen abgelehnt. Zwei Wochen später rief der Senior President von Jive Records bei Rudolph an und organisierte ein Treffen mit den Managern von Jive Records. Vor diesen sang sie Whitney Houstons I Have Nothing. Sie beschlossen, dass der Produzent Eric Foster White einige Songs mit ihr aufnehmen solle. Anschließend bestellte der Präsident Clive Calder ein komplettes Album. Sie flog nach Stockholm, wo die Hälfte des Albums von März bis April 1998 mit den Produzenten Max Martin, Denniz PoP, Rami Yacoub und anderen aufgenommen wurde.

### 1999: Erfolgreiches Debüt
1999 erschien Spears’ Debütalbum … Baby One More Time, das auf Anhieb Platz 1 in den US-Billboard-Charts erreichte und sich auch in Deutschland, Österreich, der Schweiz, Australien, Kanada sowie Mexiko auf Rang 1 der jeweiligen Albumcharts platzieren konnte. Es verkaufte sich bislang weltweit über 28 Millionen Mal. Die gleichnamige Single war ein Nummer-1-Hit in über vierzig Staaten. Die nachfolgenden Auskopplungen, Sometimes, (You Drive Me) Crazy (The Stop! Remix) und in Europa Born to Make You Happy waren ebenfalls kommerziell sehr erfolgreich.
Bei den ersten Teen Choice Awards im August 1999 gewann Spears mit … Baby One More Time den Choice Single of the Year Award.
Bei den MTV Europe Music Awards 1999 gewann Spears in allen vier nominierten Kategorien, Best Song für … Baby One More Time, Best Pop, Best Female und Best New Act. Bis 2011 konnte sie als einzige Künstlerin sieben dieser Auszeichnungen gewinnen.

### 2000–2002: Aufbau der internationalen Karriere

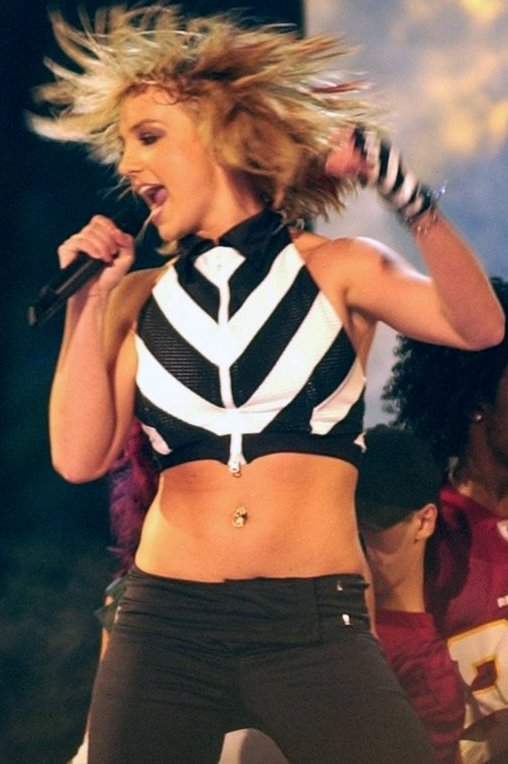
Spears beim “NFL Kickoff Live”-Auftritt (2003)

Das nächste Album Oops!… I Did It Again (2000) war mit 20 Millionen verkauften Einheiten ein ähnlich großer Erfolg wie das Debütalbum. Die Singleauskopplungen des zweiten Albums erreichten wieder hohe Chartplatzierungen. Mit der zweiten Single Lucky landete sie in Deutschland ihren zweiten Nummer-1-Hit.
Spears’ drittes Album Britney (2001) erreichte zwar ebenfalls Platz 1 in den Billboard Charts und in zahlreichen anderen Staaten (u. a. Deutschland), wurde jedoch nicht mehr so oft verkauft wie seine Vorgänger. Anders als bei den ersten beiden Alben arbeitete sie bei Britney mit unterschiedlicheren Produzenten zusammen. Neben Sängerin und Songwriterin Dido und dem schwedischen Produzenten und Komponisten Max Martin schrieb und produzierte das Hip-Hop-Duo The Neptunes – bestehend aus Chad Hugo und Pharrell Williams – zwei Lieder des Albums, I’m a Slave 4 U und Boys. Diese wurden als Singles veröffentlicht. Letzteres wurde jedoch in einer neuen Version mit Pharrell Williams erneut aufgenommen und erschien unter dem Titel Boys (CO-ED Remix). Auf Britney waren erstmals neben Pop- auch Rock-, R&B- sowie Hip-Hop-Elemente zu hören. Nach diesem Album beendete sie ihre Zusammenarbeit mit Max Martin. Im selben Jahr trat sie anlässlich des 30-jährigen Bühnenjubiläums von Michael Jackson im New Yorker Madison Square Garden auf und sang mit ihm gemeinsam dessen Song The Way You Make Me Feel.
Spears’ Film Crossroads spielte bei einem Budget von 12 Millionen Dollar weltweit über 60 Millionen Dollar ein. Sowohl der Film als auch sein Drehbuch wurden für die Goldene Himbeere nominiert; Spears wurde mit ihrem Filmpartner Anson Mount als schlechtestes Leinwandpaar sowie als schlechteste Schauspielerin des Jahres nominiert und gewann für Letzteres diesen Negativpreis.
2002 endete ihre Beziehung mit Timberlake. In ihrer 2023 erschienenen Autobiografie berichtet Spears, dass sie während ihrer Beziehung mit Timberlake – den sie „so sehr geliebt“ habe – schwanger geworden war und die Schwangerschaft gegen ihren eigentlichen Willen abtrieb, was eine der „qualvollsten Erfahrungen“ in ihrem Leben gewesen sei. Timberlake habe jedoch kein Kind gewollt und erklärt, dass beide „zu jung“ und „nicht bereit für ein Baby“ seien.

### 2003–2004: Zwei Ehen, Imagewechsel und neuer Sound
Bei den MTV Video Music Awards im August 2003 sorgte ein Kuss zwischen Madonna und Spears während eines gemeinsamen Bühnenauftritts für Schlagzeilen.
Im November 2003 erschien Spears’ viertes Album In the Zone. Stilistisch unterscheidet sich das Album stark von seinen Vorgängern und ist eine Mischung von R&B, Hip-Hop und Dance-Pop. Als erste Single wurde Me Against the Music – eine Zusammenarbeit mit Madonna – ausgekoppelt. Besonders in Australien und Großbritannien entwickelte sich der Song zu einem Erfolg und kam auf Platz eins der Charts, erreichte aber auch in etlichen anderen Staaten hohe Chartpositionen. Die erfolgreichste Single aus dem vierten Album wurde die zweite Auskopplung Toxic. Der Titel erreichte ebenfalls in zahlreichen Staaten den ersten Platz, und sie erhielt für den Song ihren ersten Grammy in der Kategorie Best Dance Recording. Auch die nächste Single Everytime – eine von ihr selbst geschriebene Ballade – wurde kommerziell erfolgreich und erreichte in diversen Staaten den ersten Platz.
Am 3. Januar 2004 heiratete Spears in Las Vegas ihren Jugendfreund Jason Alexander. Die Ehe wurde jedoch bereits nach 55 Stunden annulliert. Am 18. September 2004 heiratete sie in Los Angeles den Tänzer Kevin Federline. Am 14. September 2005 wurde in Santa Monica ihr erster gemeinsamer Sohn geboren, der zweite kam am 12. September 2006 in Los Angeles zur Welt. Die Ehe wurde im Juli 2007 geschieden.
Im November 2004 erschien Spears erstes Greatest-Hits-Album mit dem Titel Greatest Hits: My Prerogative. Neben den größten Hits enthält das Album zwei neue Songs, My Prerogative – ein Cover des gleichnamigen Songs von Bobby Brown aus dem Jahr 1988 – und Do Somethin’.

### 2005–2008: Eskapaden und Entmündigung
Spears sorgte für Schlagzeilen, als sie sich 2007 nach dem Scheitern ihrer Ehen den Kopf kahl rasieren und im Nacken und am rechten Unterarm tätowieren ließ. Im Februar 2007 begab sie sich in das auf Suchttherapien spezialisierte Rehabilitationszentrum Promises im kalifornischen Malibu, das sie jedoch bereits nach einem Tag wieder verließ.
Im Oktober 2007 wurde Federline das alleinige Sorgerecht für die gemeinsamen Kinder zugesprochen, das Gericht erteilte Spears ein Besuchsrecht unter Aufsicht. Im Januar 2008 wurde sie in einem Rettungswagen in eine Klinik eingeliefert. Sie hatte sich zuvor mit ihren Kindern in ihrer Villa in Los Angeles verbarrikadiert und wurde von der Polizei belagert. Feuerwehr, Polizei- und Rettungswagen waren vor Ort, nachdem ein Notruf eingegangen war, in dem es „um einen Sorgerechtsstreit ging, den wir friedlich zu lösen versuchen“, so ein Beamter. Nach Stunden wurde sie auf einer Trage aus der Villa geholt. Am 4. Januar 2008 wurde ihr gerichtlich mit vorläufiger Wirkung bis zum 14. Januar – also bis zur nächsten Verhandlung – das Besuchsrecht für ihre Kinder entzogen. Am 31. Januar 2008 wurde sie in das UCLA Medical Center zwangseingewiesen, da sie eine „Gefahr für sich und andere“ darstelle, sie leide unter Stimmungsschwankungen und Schlafstörungen.
Auf Grund eines Eilantrags ihrer Eltern wurde Spears am 1. Februar 2008 in Los Angeles entmündigt. Ihr Vater wurde vom Gericht als Vormund eingesetzt und verwaltete seitdem gemeinsam mit einem Anwalt treuhänderisch das Vermögen der Multimillionärin.

### 2007–2008: Musikalische Rückkehr

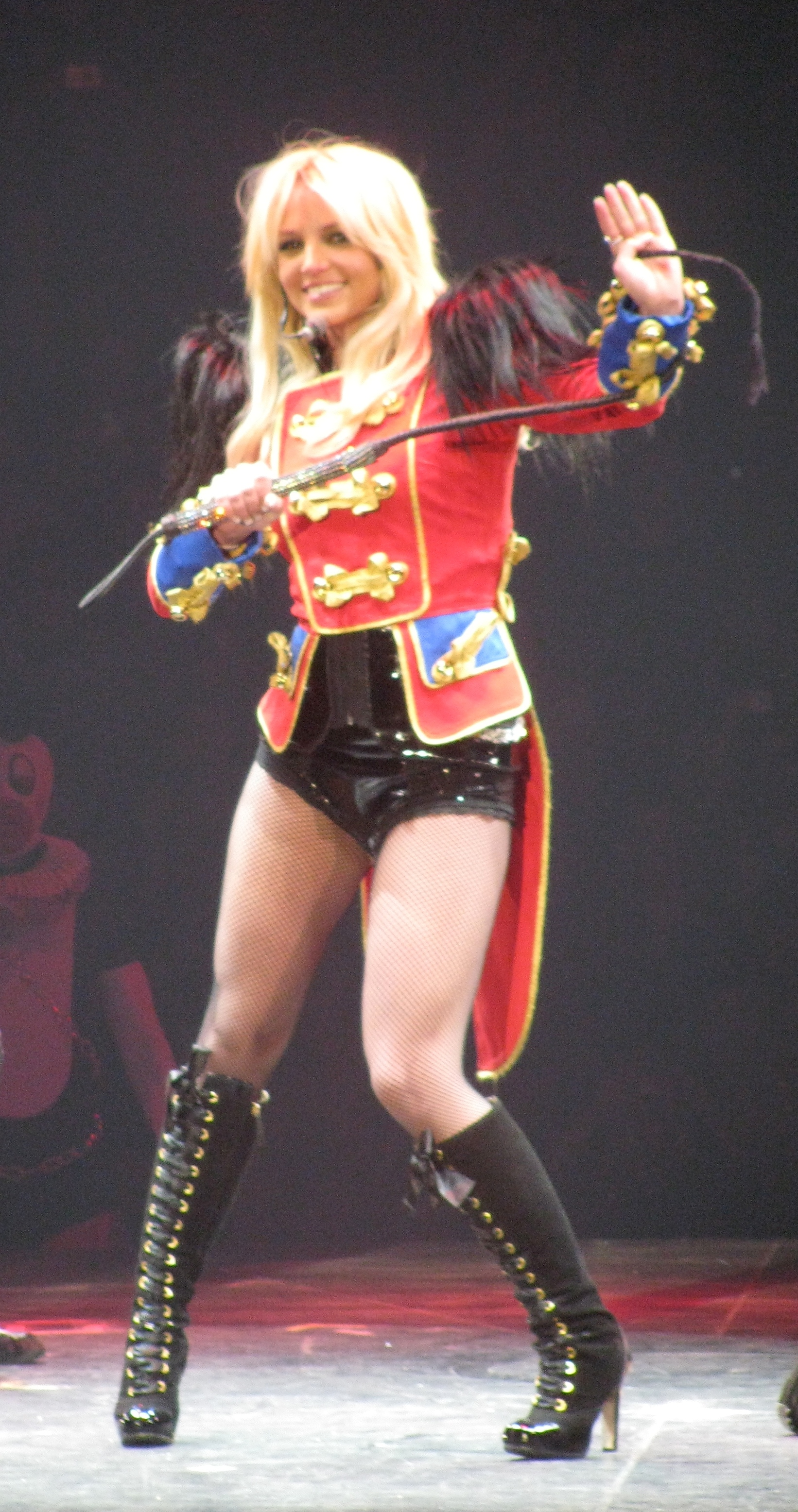
Spears in Boston (2009)

Die erste Single aus Spears’ nächstem Album trug den Titel Gimme More. Produziert wurde der Song von Nate „Danja“ Hills. Am 9. September trat sie damit bei den MTV Video Music Awards 2007 auf. Für ihren teils ungelenk wirkenden Auftritt wurde sie vielfach mit Häme bedacht; vielen Beobachtern schien sie einen Tiefpunkt erreicht zu haben.
Das Album Blackout erschien im Oktober 2007. Ein Sprecher der Plattenfirma erklärte die Bedeutung des Titels: Negative Gefühle und Erinnerungen sollten „ausgeschaltet“ werden, man solle sich ausschließlich auf die Musik konzentrieren. Das Album erhielt überraschend positive Kritiken, so bezeichnet die International Herald Tribune Blackout als das beste Album ihrer Karriere. Piece of Me wurde als zweite Single ausgekoppelt und war kommerziell erfolgreich. Als dritte Singleauskopplung folgte Break the Ice, die jedoch aufgrund gänzlich fehlender Promotion nicht an den Erfolg der beiden Vorgängersingles anknüpfen konnte und weltweit in den Charts Platzierungen im Mittelfeld erreichte.

### 2008–2009: Neubeginn mitCircus
2008 stellte Spears ihren ersten Manager Larry Rudolph wieder ein und arbeitete seit Mai des Jahres an ihrem nächsten Album, unter anderem wieder mit Max Martin sowie mit Dr. Luke, Lady Gaga und The Outsyders. Im September 2008 eröffnete sie mit einem Video-Einspieler und einer kurzen Ansprache die MTV Video Music Awards 2008. Sie setzte sich in allen drei nominierten Kategorien durch und gewann Best Female Video, Best Pop Video und Video of the Year – die wichtigste Kategorie der VMAs – mit dem Video zur Single Piece of Me. Es waren ihre ersten MTV-Video-Music-Auszeichnungen. Im Gegensatz zum Vorjahr erhielt sie von der Presse überwiegend positive Kritik für ihr Outfit und ihr Auftreten.
Am 2. Dezember 2008 wurde Spears’ sechstes Studioalbum Circus veröffentlicht. Die erste Singleauskopplung war Womanizer. Das Video zur Single war im September 2008 in Los Angeles gedreht worden, Regie hatte Joseph Kahn geführt, der bereits für die Clips zu Stronger und Toxic verantwortlich zeichnete. Nach der Debütsingle … Baby One More Time war dies ihr zweiter Nummer-1-Hit in den USA. Auch Circus stieg auf Platz 1 der US-Album-Charts ein. Des Weiteren konnte auch die zum Album gleichnamige zweite Singleauskopplung Circus auf Position 3 der US-Hot-100 debütieren. Zur selben Zeit platzierte sich der Nummer-1-Hit Womanizer auf 10 – somit befanden sich für mehrere Wochen zum ersten Mal in ihrer Karriere zwei ihrer Songs in den Top Ten der US-Single-Charts.
Ab 2009 war Spears mit Jason Trawick liiert, mit dem sie sich verlobte. 2013 gab sie die Trennung bekannt.
Im März 2009 startete Spears ihre The Circus Starring: Britney Spears-Tour in New Orleans vor knapp 20.000 Zuschauern, welche im November desselben Jahres endete. Es war ihr erstes abendfüllendes Konzert seit 2004. If U Seek Amy erschien als dritte Single aus Circus, konnte jedoch nicht an den Erfolg der Vorgänger anknüpfen. Trotzdem konnte die Single über eine Million Mal in den USA abgesetzt werden und wurde mit Platin ausgezeichnet. Schließlich erschien Radar als vierte und letzte Auskopplung aus dem Album. Es erreichte in den USA Platz 88 der Singlecharts. Am 22. November 2009 folgte die Kompilation The Singles Collection, die auf Platz 22 in den USA einstieg.

### 2011–2012:Femme Fatale

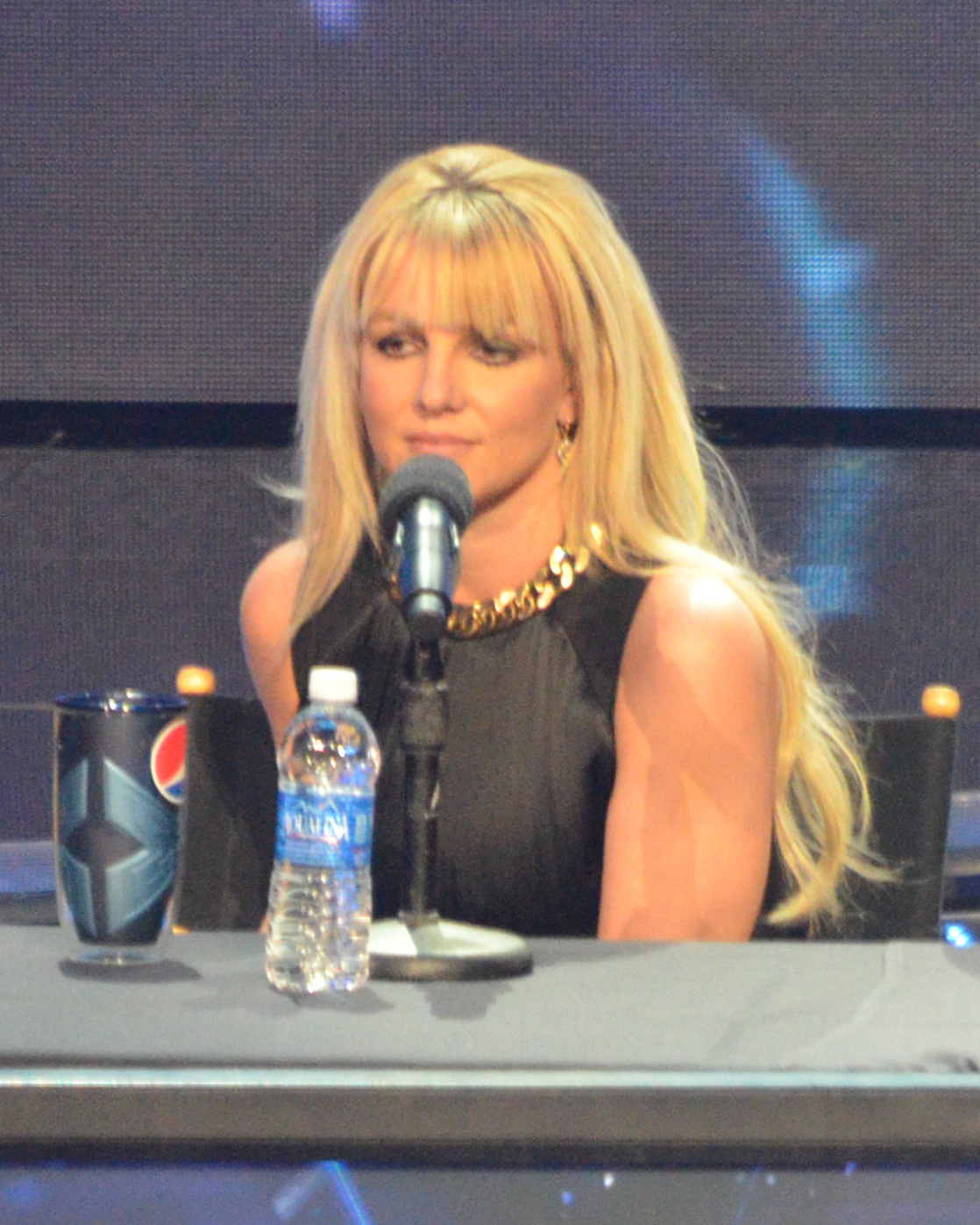
Spears bei The X Factor (2012)

Am 10. Januar 2011 wurde die Single Hold It Against Me veröffentlicht. Der Song verkaufte sich mehr als eine Million Mal und wurde mit Platin ausgezeichnet. Im März 2011 folgte Till the World Ends; der Song wurde u. a. von der Sängerin Kesha geschrieben. Das Album Femme Fatale, welches am 25. März 2011 erschien, wurde unter anderem von will.i.am, Dr. Luke, Max Martin und auch Darkchild produziert. Das Album belegte Platz 1 der Billboard-Charts und konnte sich in zahlreichen Staaten in den Top Ten platzieren.
Am 16. Juni 2011 startete in Sacramento die Femme Fatale Tour, welche 79 Auftritte umfasste, davon 39 in Nordamerika, 26 in Europa, 13 in Mittel- und Südamerika und erstmals ein Konzert in Dubai. Bei den MTV Video Music Awards – die am 28. August 2011 stattfanden – wurde Spears für ihre Single Till the World Ends in den Kategorien Best Choreography und Best Pop Video nominiert. Die Auszeichnung des Best Pop Videos gewann sie zum dritten Mal. Zudem wurde sie mit dem Video Vanguard Award ausgezeichnet. Im Oktober 2011 wurde als vierte Singleauskopplung des Albums Criminal veröffentlicht. Das Musikvideo zum Song wurde von YouTube gesperrt, da es aufgrund der Nackt- und Gewaltszenen gegen die Richtlinien der Plattform verstoße.
Am 10. Mai 2012 wurde bekanntgegeben, dass Spears bei der US-amerikanischen X-Factor-Ausgabe in der Jury sitzt. Am 11. September 2012 durfte sie vor dem Grauman’s Chinese Theatre zusammen mit den anderen Juroren Simon Cowell, L. A. Reid und Demi Lovato ihre Hände in Zement drücken.
Im Dezember 2012 wurde Scream & Shout, eine Zusammenarbeit von Spears und will.i.am veröffentlicht. Der Song wurde in den USA mit 3-fach-Platin ausgezeichnet und war ihr 13. Top-10-Hit in den US-Charts.

### 2013–2015:Britney JeanundPiece of Me Tour
Im Juni 2013 steuerte Spears das Lied Ooh La La zum Soundtrack des Kinofilms Die Schlümpfe 2 bei. Im September 2013 wurde die Leadsingle Work Bitch aus ihrem achten Studioalbum Britney Jean veröffentlicht. Das Album erschien Ende November und konnte trotz zahlreicher guter Positionen in den Downloadcharts nicht an die Erfolge von Femme Fatale anknüpfen. Es erreichte Platz 20 der deutschen Albumcharts und ist damit ihr erster Longplayer, der in Deutschland nicht die Top 10 erreichte. In England erreichte die Platte den 34. Platz der Albumcharts, in den USA Platz 4.
Am 26. Dezember 2013 startete im Planet Hollywood Resort and Casino am Las Vegas Strip die Show Britney: Piece of Me. Die VIP-Tickets waren innerhalb weniger Stunden ausverkauft. Laut der Las Vegas Sun bescherte die Show dem Hotel einen Gewinn von 20 Millionen US-Dollar. Am 5. November 2014 bekam Spears symbolisch den Schlüssel zur Stadt Las Vegas überreicht und ihren eigenen „Feiertag“. Im Januar 2014 erhielt sie ihren ersten People’s Choice Award in der Kategorie Favorite Pop Artist.
Von Oktober 2014 bis Juni 2015 war Spears mit Charles Ebersol zusammen, dem Sohn der Radio- und Fernsehpersönlichkeit Dick Ebersol.
Am 4. Mai 2015 wurde die Single Pretty Girls in Zusammenarbeit mit Iggy Azalea veröffentlicht. Der Song stieg auf Platz 29 der US-Popcharts und wurde bei den Billboard Music Awards 2015 vorgestellt. Das Stück wurde mehrfach für Preise nominiert, darunter für zwei Teen Choice Awards und einen World Music Award.

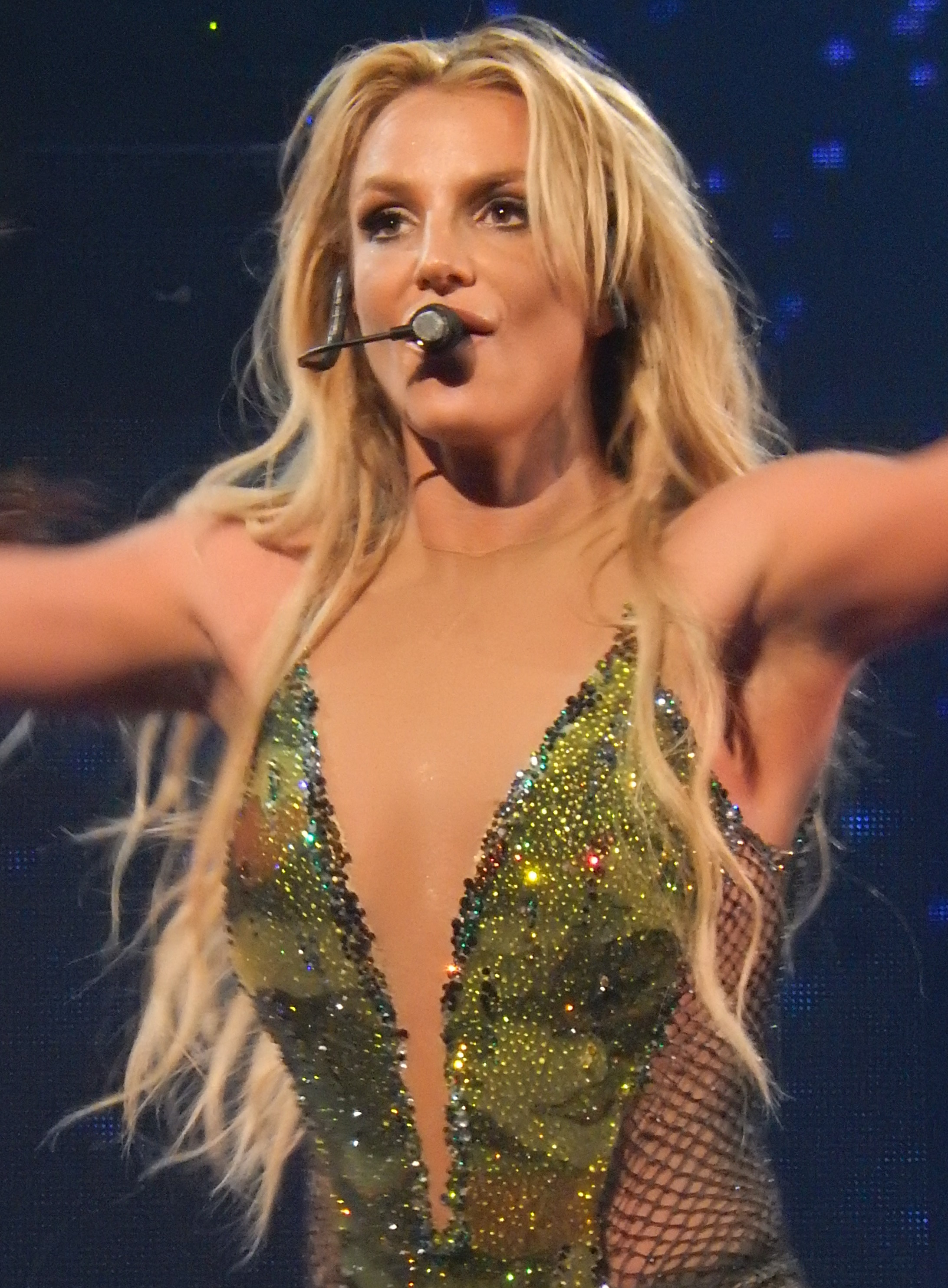
Spears beim Apple Music Festival 2016 in London

### 2016–2018:Glory,Britney: Live in ConcertundPiece of Me Exclusive Limited Tour
Am 22. Mai 2016 wurde Spears bei den Billboard Music Awards 2016 mit dem zuvor nur zweimal verliehenen Billboard Millennium Award geehrt. Sie sang zu Beginn der Show ein Medley ihrer größten Hits. Die erste Single ihres neunten Studioalbums trägt den Titel Make Me und wurde im Juli 2016 veröffentlicht. Der Song wurde in einer Zusammenarbeit mit dem Musiker G-Eazy aufgenommen. Das Stück platzierte sich in seiner ersten Woche in den Top 20 der US-Popcharts.
Am 4. September 2016 debütierte Spears Album Glory auf Platz 3 der US-Popcharts und erreichte Platz 172 der Billboard-Album-Jahrescharts. Die Musikzeitschrift Rolling Stone benannte am 19. Dezember 2016 die besten 20 Pop-Alben des Jahres, wobei ihr Album Glory den fünften Platz erreichte. Im Januar 2017 wurde sie vierfach bei den People’s Choice Awards ausgezeichnet und gewann somit in allen nominierten Kategorien, darunter als beste Künstlerin und bester Popsänger. Von Juli bis Juli 2017 hielt sie mit Britney: Live in Concert ihre neunte Konzerttour ab, die aus 11 Auftritten bestand und – mit Ausnahme eines Auftrittes in Israel – ausschließlich in Asien stattfand.
Von Juli bis Oktober 2018 folgte mit Piece of Me: Exclusive Limited Tour Spears’ zehnte Konzerttour, bei der sie insgesamt 31-mal in Nordamerika und Europa auftrat.

### 2019–2021: Auseinandersetzung über und Aufhebung der Vormundschaft
Im Januar 2019 kündigte Spears eine „unbefristete Arbeitspause“ an und sagte einen Aufenthalt in Las Vegas ab, nachdem ihr Vater James Spears einen Dickdarmbruch erlitten hatte. Im März 2019 trat Andrew Wallet nach elf Jahren als ihr Vermögensverwalter zurück. Unter Stress durch die Krankheit ihres Vaters stehend, begab sich Spears im selben Monat in psychiatrische Behandlung.
Nach der Veröffentlichung eines Podcasts mit dem Titel Britney’s Gram, in dem behauptet wurde, sie werde unter Vormundschaft stehend gegen ihren Willen in einer psychiatrischen Einrichtung festgehalten, entstand mit dem Hashtag FreeBritney eine Bewegung, die von ihren Fans und Gesangskolleginnen, wie Cher, Paris Hilton und Miley Cyrus, sowie der Bürgerrechtsorganisation American Civil Liberties Union unterstützt wurde. Tatsächlich war unter anderem ihr Vater Jamie Spears zu ihrer Betreuung eingesetzt worden. Ende April 2019 teilte sie mit, dass sie die Einrichtung verlassen habe und es ihr gut gehe. Wegen der nicht vorhandenen Autonomie Britneys war der Begriff FreeBritney auch in den darauf folgenden Jahren ein häufig benutztes Schlagwort in Konversationen über sie.
Im Rahmen einer Anhörung wurde im Mai 2019 eine „Expertenbewertung“ zu Spears angeordneter Vormundschaft erstellt. Im September 2019 beantragte ihr Ex-Mann Kevin Federline nach einer angeblichen körperlichen Auseinandersetzung zwischen ihrem Vater und einem ihrer Söhne eine einstweilige Verfügung gegen den Vater. Jodi Montgomery – eine langjährige Managerin von Spears – ersetzte im September 2019 zeitweilig ihren als Vormund eingesetzten Vater.
Im August 2020 beantragte Spears, ihren Vater als Vormund zu entlassen, Montgomery als Vormund zu ernennen und ihr Vermögen durch einen professionellen Finanztreuhänder verwalten zu lassen. Im selben Monat entschied ein Gericht gegen ihren Wunsch und verlängerte die Bestellung ihres Vaters als Vormund bis Februar 2021. Daraufhin kündigte sie an, nicht mehr als Sängerin aufzutreten, solange ihr Vater Vormund bleibe. Im November 2020 erlaubte ein Gericht ein Multi-Family-Office als Finanztreuhänder neben ihrem Vater.
Im Februar 2021 entschied ein Gericht, dass ihr Vater weiter Vormund und ihr Vermögen weiterhin unter der Aufsicht bleibe. Im Juni 2021 erklärte sie vor einem Gericht – vor dem sie für die Beendigung der Betreuung appellierte – über ihren Gemütszustand gelogen zu haben. Sie sei in Wirklichkeit traumatisiert, fühle sich von ihrer Familie und von Managern ausgenutzt, könne nicht schlafen, werde von allen kontrolliert und könne selbst nicht über ihr Leben bestimmen. Die Entmündigung verbiete ihr außerdem, zu heiraten oder einen Frauenarzttermin zur Beendigung ihrer Empfängnisverhütung (Hormonspirale) wahrzunehmen und hindere sie so an ihrer weiteren Familienplanung.
Im Juli 2021 gab Larry Rudolph – Spears’ seit 1997 mit Unterbrechungen tätiger Manager – bekannt, gekündigt zu haben. Im September 2021 reichte ihr Vater einen Antrag auf Beendigung der Vormundschaft ein. Die im selben Monat von der New York Times publizierte Dokumentation Controlling Britney Spears gibt an, dass sie unter der Vormundschaft ihres Vaters jahrelang massiv, teils mit Abhörtechnik in privaten Räumen, überwacht worden war. Einem seiner Anwälte zufolge erfolgte diese Überwachung mit ihrer Zustimmung. Im November 2021 wurde die Vormundschaft schließlich aufgehoben.

### 2022–2024: Dritte Hochzeit, Scheidung und andauernder Familienrechtsstreit
Fünf Tage nach Beendigung der Vormundschaft verlobte sich Spears mit dem zwölf Jahre jüngeren Sam Asghari, mit dem sie bereits seit 2016 liiert war. Im Februar 2022 wurde berichtet, dass Spears einen Buchvertrag über 15 Millionen US-Dollar für ihre kommenden Memoiren unterzeichnet habe.
Im Mai 2022 gab sie an, eine Fehlgeburt erlitten zu haben. Im Juni 2022 heirateten Spears und Asghari in ihrem Haus in Thousand Oaks. Spears’ erster Ehemann, Jason Alexander, versuchte die Hochzeit zu stören, indem er mit einem Messer bewaffnet in ihr Haus einbrach; er wurde verhaftet. Spears erwirkte ein dreijähriges Kontaktverbot gegen ihn. Nach der Hochzeit zogen Spears und Asghari in eine Villa im kalifornischen Calabasas um.
Im Juli 2022 wurde publik, dass sich Spears weiter im Rechtsstreit mit ihrem Vater befindet; untersucht wurde, ob sich dieser als langjähriger Vormund am Millionenvermögen seiner Tochter bereichert hat. Vor diesem Hintergrund kam das Gericht im Juli 2022 dem Antrag von Spears nach, sich keiner Befragung durch ihren Vater und dessen Anwälte stellen zu müssen.
Im August 2023 wurde bekannt, dass sich Spears und Asghari nach 14 Monaten Ehe getrennt haben und scheiden lassen wollen. Spears veröffentlichte im Oktober 2023 ihre Autobiografie The Woman In Me. Im April 2024 wurde vor Gericht entschieden, dass Spears die Anwaltskosten ihres Vaters in Höhe von zwei Millionen US-Dollar, die dieser im Rechtsstreit mit ihr angesammelt hat, übernehmen muss. Mit dem Urteil gilt der Rechtsstreit mit ihrem Vater als abgeschlossen. Im Mai desselben Jahres kam es zu einer Scheidungsvereinbarung mit Asghari, die am Ende des Jahres rechtsgültig wurde. Aufgrund eines Ehevertrags behielt Spears alle Einkünfte.
Anfang 2024 erklärte Spears das Ende ihrer Gesangskarriere. Sie werde nie wieder in die Musikindustrie zurückkehren.

## Rezeption

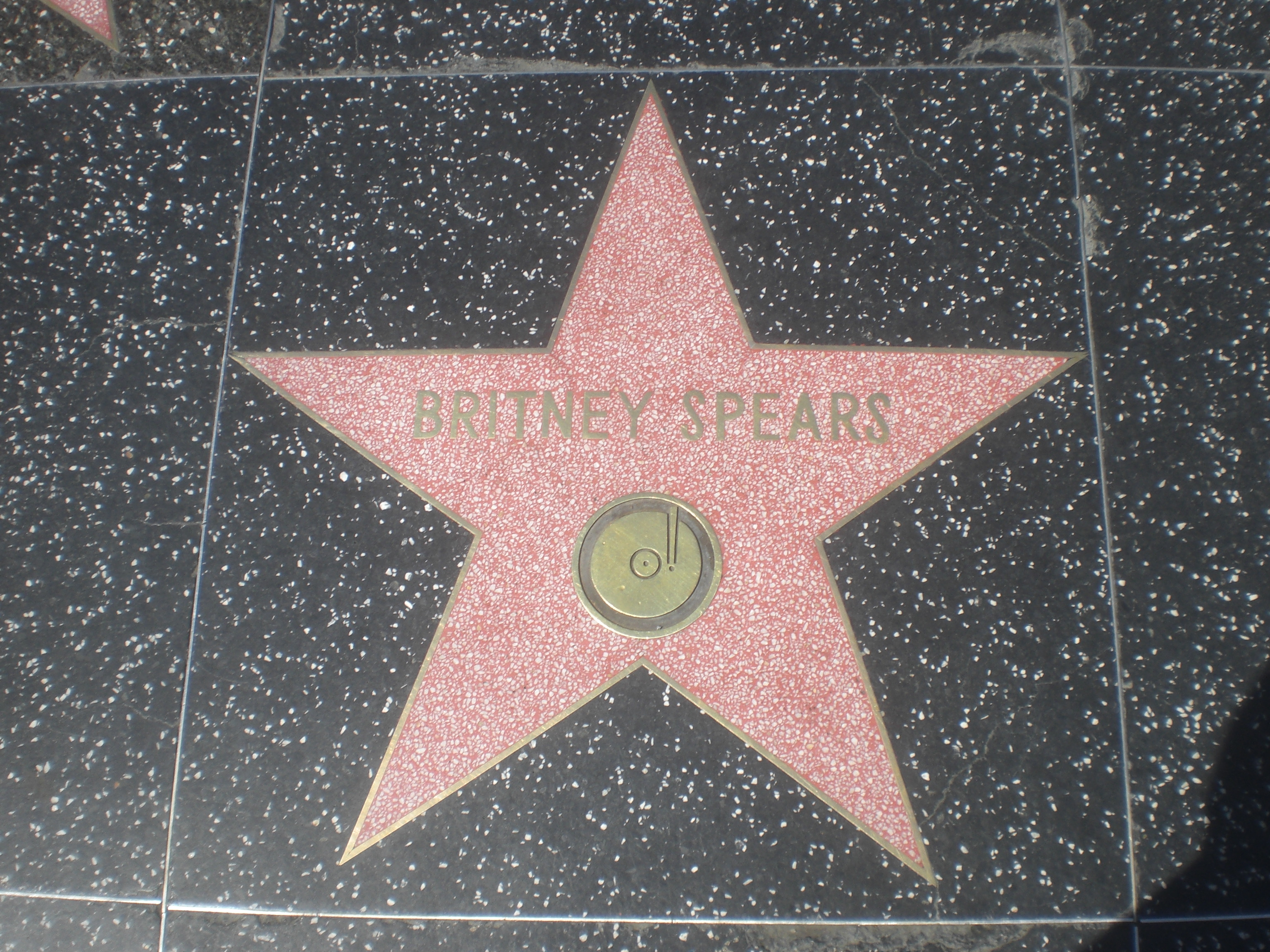
Spears’ Stern auf dem Hollywood Walk of Fame

Die Musikzeitschrift Rolling Stone nannte Spears „eine der umstrittensten und erfolgreichsten Sängerinnen des 21. Jahrhunderts“. Sie habe – so das Magazin in einem anderen Beitrag – den Klang der Popmusik für immer verändert. Sie wird vom Guinness-Buch der Rekorde als „Best-Selling Female Artist“ bezeichnet, da sich ihr Debütalbum … Baby One More Time bis heute über 14 Millionen Mal in den Vereinigten Staaten verkauft hat, weltweit sogar 30 Millionen Mal. Noch bevor sie 20 Jahre alt wurde, konnte sie weltweit mehr als 37 Millionen Alben verkaufen.
Barbara Ellen vom Observer schrieb: „Spears ist bekanntlich eine der ältesten Ikonen, die der Teenage-Pop jemals hervorgebracht hat, in Bezug auf Konzentration und Entschlossenheit in ihrem Alter. Viele 19-Jährige haben noch nicht einmal gearbeitet, während Britney ein Kind mit einer Vollzeit-Karriere ist. Während andere Mädchen Plakate an ihre Zimmerwände kleben, ist Britney das Plakat an der Wand. Während andere Kinder sich in ihrem eigenen Tempo entwickeln, wurde Britney von der amerikanischen Entertainment-Industrie mit Tempo durch den Markt gehetzt.“
Der Rockmusiker Alice Cooper ließ während seiner Auftritte zur Dragon Town Tour 2001–2002 seine Tochter als Britney Spears Double auftreten, bespuckte sie in dieser Rolle auf der Bühne und tauchte nach einem kurzen Showkampf, der beide hinter die Bühne führte, alleine wieder mit dem vermeintlichen abgetrennten Kopf des Popstars auf der Bühne auf und präsentierte diesen dem Publikum. Auch mit seinem Bühnenoutfit adressierte er die Sängerin. Während Cooper sich mit dem vorderseitigen Aufdruck Britney wants me (zu Deutsch: Britney will mich) zum Objekt der Begierde stilisierte, ergab sich im Zusammenspiel mit dem rückwärtigen Aufdruck dead die Botschaft: Britney will mich tot sehen. Cooper in einem Interview dazu: „Sie repräsentiert alles was mein Publikum hasst, den Tod von Rock’n Roll durch totales aufweichen!“
In den 2000er-Jahren war Spears im Internet die im Schnitt am häufigsten per Suchmaschinen gesuchte Person weltweit.
Im Alter von 29 Jahren wurde Spears mit dem Video Vanguard Award ausgezeichnet. Sie wurde für ihre Einflüsse in der Musikindustrie und für ihre Musikvideos und Bühnenauftritte geehrt. Übergeben wurde ihr der Preis von Lady Gaga; bei der Verleihung sagte diese, die [Musik]industrie sei ohne sie nicht dieselbe. Spears ist bisher die jüngste Künstlerin, die mit dem Vanguard Award ausgezeichnet wurde.
Von Januar 2019 bis April 2020 war in Los Angeles ein auf Spears thematisiertes interaktives Museum mit angeschlossenem Pop-up-Verkauf geöffnet.
Im Februar 2021 erschien mit Framing Britney eine kontrovers diskutierte Dokumentation der New York Times über Spears. Noch im selben Jahr erschienen mit Controlling Britney Spears (produziert für The New York Times) und Britney vs Spears (produziert für Netflix) zwei weitere Dokumentarfilme.

### Erfolge
- Bis 2021 ist … Baby One More Time das meistverkaufte Debütalbum einer Künstlerin, das je in den Vereinigten Staaten erschien.[104] Das Rolling Stone kürte die gleichnamige Single zur „großartigsten Debütsingle aller Zeiten“.[105]
- … Baby One More Time gehört außerdem mit 30 Millionen verkauften Exemplaren zu den 25 bisher erfolgreichsten Alben.[106]
- Spears’ zweites Album Oops!… I Did It Again verkaufte sich in der ersten Woche allein in den USA 1,3 Millionen Mal und weltweit in der ersten Woche 2,4 Millionen Mal. Dies schaffte bis dato kein anderer Künstler.[107]
- Spears ist die jüngste Sängerin, die je auf dem Hollywood Walk of Fame verewigt wurde.[108]
- Spears ist die einzige Interpretin in der Geschichte von Nielsen SoundScan (USA), die mit mindestens vier Alben mindestens 500.000 Alben in der ersten Woche absetzen konnte (Oops!… I Did It Again eröffnete im Jahr 2000 mit 1,3 Millionen, Britney 2001 mit 746.000, In the Zone 2003 mit 609.000 und Circus 2008 mit 505.000 verkauften Exemplaren).[109]
- Spears hat in den Vereinigten Staaten von allen weiblichen Interpreten die meisten Alben in den 2000er-Jahren verkauft und belegt insgesamt Platz 2 hinter Eminem.[110]

### Werbeverträge
2000 warb Spears für den Handyhersteller Motorola, dafür wurde dieser zum Sponsor ihrer Tour im Jahr 2000. 2001 unterzeichnete sie einen Deal mit der Schuhfirma Skechers. Die Kampagne sollte die Marke auch in Europa populär machen. Im Januar 2001 begann Skechers damit, auch in Japan Werbung mit ihr zu machen. Von 2001 bis 2004 warb sie für Pepsi.
2002 veröffentlichte Spears ihr erstes Videospiel namens Britneys Dance Beat, das positive Bewertungen erhielt. Im März 2009 wurde sie als das neue Gesicht der Modemarke Candie’s vorgestellt; 2010 wurde ihr eine limitierte Linie der Marke gewidmet. Im Herbst 2012 veröffentlichte Hasbro eine Dance-Version seines Spieleklassikers Twister. Das Twister Dance genannte Spiel enthält einen Remix von Spears’ Song Till the World Ends und ist seit September 2012 erhältlich. Um das Spiel zu promoten, wurde ein Werbespot gedreht. Regie führte Ray Kay, mit dem Spears bereits zwei Videos gedreht hatte.
In Zusammenarbeit mit der Modemarke Candie’s and Kohl’s veröffentlichte Spears am 1. Juli 2010 ihre erste Modekollektion, für die sie bereits seit zwei Jahren als Modell arbeitete. Im September 2014 wurde auf der New York Fashion Week ihre erste Nachtwäsche-Kollektion vorgestellt. In Europa wird die Kollektion exklusiv von der dänischen Kette Change vertrieben.
Parfüms:
Spears veröffentlichte zusammen mit Elizabeth Arden elf Düfte. Ihr erstes Parfüm, Curious, wurde bereits 2004 auf den Markt gebracht. Stand 2017 wurde allein mit diesem Duft ein Gewinn von 52 Millionen Dollar erzielt. Weltweit wurden ihre Düfte innerhalb von fünf Jahren eine Million Mal verkauft. Im Herbst 2012 wurde der Duft Fantasy Twist lanciert; der dazugehörige Werbespot wurde im Oktober 2012 veröffentlicht.

## Diskografie
Studioalben

| Jahr | Titel Musiklabel                          | Höchstplatzierung, Gesamtwochen, AuszeichnungChartplatzierungen (Jahr, Titel, Musiklabel, Platzierungen, Wochen, Auszeichnungen, Anmerkungen) | Höchstplatzierung, Gesamtwochen, AuszeichnungChartplatzierungen (Jahr, Titel, Musiklabel, Platzierungen, Wochen, Auszeichnungen, Anmerkungen) | Höchstplatzierung, Gesamtwochen, AuszeichnungChartplatzierungen (Jahr, Titel, Musiklabel, Platzierungen, Wochen, Auszeichnungen, Anmerkungen) | Höchstplatzierung, Gesamtwochen, AuszeichnungChartplatzierungen (Jahr, Titel, Musiklabel, Platzierungen, Wochen, Auszeichnungen, Anmerkungen) | Höchstplatzierung, Gesamtwochen, AuszeichnungChartplatzierungen (Jahr, Titel, Musiklabel, Platzierungen, Wochen, Auszeichnungen, Anmerkungen) | Anmerkungen                                                   |
| Jahr | Titel Musiklabel                          | DE | AT | CH | UK | US | Anmerkungen                                                   |
| ---- | ----------------------------------------- | --- | --- | --- | --- | --- | ------------------------------------------------------------- |
| 1999 | … Baby One More Time Jive Records (Sony)  | DE1 ×3Dreifachgold · (63 Wo.)DE | AT2 Platin · (44 Wo.)AT | CH1 Platin (Zomba Label Group) + Platin (Jive Records) · (65 Wo.)CH                                                                           | UK2 ×4Vierfachplatin · (103 Wo.)UK | US1 ×4Diamant + Vierfachplatin · (103 Wo.)US                                                                                                  | Erstveröffentlichung: 12. Januar 1999 Verkäufe: + 30.000.000  |
| 2000 | Oops!… I Did It Again Jive Records (Sony) | DE1 ×3Dreifachplatin · (50 Wo.)DE | AT1 ×2Doppelplatin · (47 Wo.)AT | CH1 ×2Doppelplatin · (49 Wo.)CH | UK2 ×3Dreifachplatin · (53 Wo.)UK | US1 Diamant · (84 Wo.)US | Erstveröffentlichung: 15. Mai 2000 Verkäufe: + 20.000.000     |
| 2001 | Britney Jive Records (Sony)               | DE1 Platin · (39 Wo.)DE | AT1 Platin · (46 Wo.)AT | CH1 ×2Doppelplatin · (35 Wo.)CH | UK4 Platin · (42 Wo.)UK | US1 ×4Vierfachplatin · (58 Wo.)US | Erstveröffentlichung: 6. November 2001 Verkäufe: + 7.353.500  |
| 2003 | In the Zone Jive Records (Sony)           | DE2 Platin · (39 Wo.)DE | AT10 Platin · (38 Wo.)AT | CH6 Gold · (39 Wo.)CH | UK13 Platin · (43 Wo.)UK | US1 ×3Dreifachplatin · (45 Wo.)US | Erstveröffentlichung: 16. November 2003 Verkäufe: + 5.102.552 |
| 2007 | Blackout Jive Records (Sony)              | DE10 Gold · (17 Wo.)DE | AT6 (13 Wo.)AT | CH4 (13 Wo.)CH | UK2 Platin · (31 Wo.)UK | US2 ×2Doppelplatin · (34 Wo.)US | Erstveröffentlichung: 25. Oktober 2007 Verkäufe: + 2.995.500  |
| 2008 | Circus Jive Records (Sony)                | DE9 Gold · (20 Wo.)DE | AT9 (15 Wo.)AT | CH1 Gold · (16 Wo.)CH | UK4 Platin · (31 Wo.)UK | US1 ×3Dreifachplatin · (42 Wo.)US | Erstveröffentlichung: 28. November 2008 Verkäufe: + 4.297.000 |
| 2011 | Femme Fatale Jive Records (Sony)          | DE10 (6 Wo.)DE | AT10 (4 Wo.)AT | CH2 (25 Wo.)CH | UK8 Gold · (9 Wo.)UK | US1 Platin · (33 Wo.)US | Erstveröffentlichung: 25. März 2011 Verkäufe: + 1.538.000     |
| 2013 | Britney Jean RCA Records (Sony)           | DE20 (2 Wo.)DE | AT13 (1 Wo.)AT | CH9 (5 Wo.)CH | UK34 (2 Wo.)UK | US4 Gold · (11 Wo.)US | Erstveröffentlichung: 29. November 2013 Verkäufe: + 605.000   |
| 2016 | Glory RCA Records (Sony)                  | DE3 (3 Wo.)DE | AT6 (2 Wo.)AT | CH4 (4 Wo.)CH | UK2 (3 Wo.)UK | US3 (8 Wo.)US | Erstveröffentlichung: 26. August 2016 Verkäufe: + 217.000     |

## Tourneen
| 1999            | … Baby One More Time Tour                  |
| Dauer           | 9. Juni 1999 – 15. September 1999          |
| Anzahl Konzerte | 55                                         |
| Verlauf         | USA und Kanada                             |
| 2000            | Crazy 2K Tour                              |
| Dauer           | 8. März 2000 – 20. April 2000              |
| Anzahl Konzerte | 24                                         |
| Verlauf         | USA                                        |
| 2000            | Oops!… I Did It Again World Tour           |
| Dauer           | 20. Juni 2000 – 18. Januar 2001            |
| Anzahl Konzerte | 91                                         |
| Verlauf         | Nordamerika, Europa, Südamerika            |
| 2001–2002       | Dream Within a Dream Tour                  |
| Dauer           | 1. November 2001 – 28. Juli 2002           |
| Anzahl Konzerte | 68                                         |
| Verlauf         | Nordamerika, Japan                         |
| 2004            | Onyx Hotel Tour                            |
| Dauer           | 2. März 2004 – 2. Juni 2004                |
| Anzahl Konzerte | 54 (ursprünglich 101 geplant, 47 abgesagt) |
| Verlauf         | Nordamerika, Europa                        |
| 2007            | The M+M’s Tour                             |
| Dauer           | 1. Mai 2007 – 20. Mai 2007                 |
| Anzahl Konzerte | 6                                          |
| Verlauf         | USA                                        |
| 2009            | The Circus Starring: Britney Spears        |
| Dauer           | 3. März 2009 – 29. November 2009           |
| Anzahl Konzerte | 97                                         |
| Verlauf         | Nordamerika, Europa, Australien            |
| 2011            | Femme Fatale-Tour                          |
| Dauer           | 16. Juni 2011 – 10. Dezember 2011          |
| Anzahl Konzerte | 78                                         |
| Verlauf         | Nordamerika, Europa, Südamerika, Asien     |

## Dauershows
| 2013              | Britney: Piece of Me                                              |
| Dauer             | 26. Dezember 2013 – 31. Dezember 2017                             |
| Anzahl Konzerte   | 248                                                               |
| Veranstaltungsort | Das Axis-Theater im Planet Hollywood Resort and Casino, Las Vegas |

## Auszeichnungen (Auswahl)
Im Laufe ihres Lebens erhielt Spears (Stand: Februar 2021) insgesamt 232 Auszeichnungen. Für 490 weitere wurde sie nominiert.

### Ehrungen für herausragende Leistungen
Billboard Music Awards
- 2016: Billboard Millennium Award (Lebenswerk)

MTV Video Music Awards
- 2011: Video Vanguard Award (Lebenswerk)

Teen Choice Awards
- 2009: Ultimate Choice Award (Lebenswerk)

Hollywood Walk of Fame
- 2002: Walk of Fame

### Auswahl weiterer Auszeichnungen
Grammy Awards
- 2005: Best Dance Recording: Britney Spears: „Toxic“

Echo
- 2001: Künstlerin international

Comet
- 1999: Newcomer International
- 2000: Zuschauer-Comet

Bambi
- 2008: Pop International

MTV Video Music Awards
- 2008: Video of the Year: Britney Spears: „Piece of Me“
- 2008: Best Female Video: Britney Spears: „Piece of Me“
- 2008: Best Pop Video: Britney Spears: „Piece of Me“
- 2009: Best Pop Video: Britney Spears: „Womanizer“
- 2011: Best Pop Video: Britney Spears: „Till the World Ends“

MTV Europe Music Awards
- 1999: Best Female
- 1999: Best Pop Act
- 1999: Best Breakthrough Artist
- 1999: Best Song: „… Baby One More Time“
- 2004: Best Female
- 2008: Album of the Year: Blackout
- 2008: Act of 2008

MTV Asia Awards
- 2002: Best Female Artist

World Music Awards
- 2000: World’s Best Selling Pop Female Artist
- 2001: World’s Best-Selling Pop Female Artist
- 2001: World’s Best-Selling Dance Female Artist

Goldene Himbeere
- 2003: Schlechteste Schauspielerin in Crossroads
- 2005: Schlechteste Nebendarstellerin in Fahrenheit 9/11

## Videospiele
- 2002: Britney’s Dance Beat (erhältlich für: PlayStation 2, IBM-PC, Game Boy Advance)
- 2016: Britney Spears: American Dream (erhältlich für Android und iOS)

## Filmografie (Auswahl)

### Fernsehen
- 1993–1995: Mickey Mouse Club (Fernsehserie)
- 1999: Hooves of Fire (Kurzfilm, Stimme)
- 1999: The Famous Jett Jackson (Fernsehserie, eine Folge)
- 1999: Sabrina – Total Verhext! (Sabrina, the Teenage Witch, Fernsehserie, Folge 4×01)
- 2000: Die Simpsons (Fernsehserie, eine Folge, Stimme)
- 2002: Robbie, das Rentier in Die Legende des vergessenen Stammes (Legend of the Lost Tribe, Kurzfilm, Stimme)
- 2003: Punk’d (Fernsehserie, eine Folge)
- 2005: Britney & Kevin: Chaotic (Reality-Show)
- 2006: Will & Grace (Fernsehserie, Folge Buy, Buy Baby)
- 2008: How I Met Your Mother (Fernsehserie, 2 Folgen)
- 2008: Britney: For the Record (Dokumentarfilm)
- 2010: Glee (Fernsehserie, eine Folge)
- 2010: Jackass 3D[122]
- 2011: Criminal (Kurzfilm)
- 2011: I Am the Femme Fatale (Dokumentarfilm)[123]
- 2011: Britney Spears Live: The Femme Fatale Tour (Konzert)[123]
- 2012: The X Factor (Fernsehserie)
- 2012: The Pauly D Project (Reality-Show, eine Folge)
- 2013: Miley: The Movement (Dokumentarfilm)
- 2013: I Am Britney Jean (Dokumentarfilm)
- 2015: Jane the Virgin (Fernsehserie, eine Folge)

### Film
- 2000: Longshot – Ein gewagtes Spiel (Longshot)
- 2002: Not a Girl (Crossroads)
- 2002: Austin Powers in Goldständer (Austin Powers in Goldmember)
- 2003: Pauly Shore is Dead
- 2004: Fahrenheit 9/11 (Dokumentarfilm)

## Film
- 2017: Britney Ever After, Filmbiografie von Leslie Libman mit Natasha Bassett in der Titelrolle[124]